# Bulvární médium
Bulvární médium je označení masového sdělovacího prostředku, v němž hrají klíčovou roli emoce (krev atd.) a aktualita, jejíž význam postupem času klesá. Vyznačují se pětkrát až desetkrát vyšším nákladem než seriózní média. Dále je jejich obsah charakterizován, mimo jiné, provinčností, navozováním paniky, skandalizací, personalizací, populismem, povrchností, negativismem, jednoduchostí, jasností, vytvářením celebrit a prací s nimi, předstírání autoritativnosti a blízkosti konzumentovi. Provádí interpretaci jevů na základě zákulisních informací a drbů.
Proces nazývaný bulvarizace je přijímáním pravidel bulváru zavedenými běžnými médii. Příčinou tohoto procesu v českém prostředí je malý trh a tlak majitelů na tvorbu zisku.
Jednu z kategorií bulvárních médií tvoří bulvární tisk. Jedná se o označení používané v Evropě, jehož americkými ekvivalenty jsou pennypress nebo yellowpress. České označení zní „žlutá žurnalistika“.

## Historie
Označení bulvár pochází z francouzského slova boulevard, které označuje širokou ulici, třídu s významnou zelení. Na ní prodávali kameloti první noviny od 30. let 19. století lidem po cestě do práce. Postupný rozvoj tisku nastal o století později se zlepšením tiskových technologií (rotačka, telegraf, psací stroj). V českých zemích byl bulvární tisk označován jako šestákový nebo krejcarový, v USA pennypress, v Německu Groschenpresse.

### USA
Za úspěšný pennypress je považován New York Sun (The Sun), vydávaný od roku 1833, jehož hlavním nástrojem je inzerce, senzace (zločin a sex) i smyšlené senzace na stejné téma, nebo proslulá fikce o pozorování obyvatel a zvířat na Měsíci.[zdroj?] V roce 1835 začalo vydávání The New York Herald, který senzace o zločinu spojil se reportážemi o skutečném zločinu, přidal sport, společenské události, ekonomii, kulturu. Ustoupil z publikování předem smyšlených událostí a zřídil si dopisovatele v Evropě. Dalším bulvárním deníkem je i New York Post který je jedním z nejstarších amerických deníků v USA 1801. Toto periodikum přešlo k bulvární formě novinařiny v roce 1993.
Noviny New York World, které v roce 1883 koupil Joseph Pulitzer, vytvořily v žurnalistice nový směr – politické zpravodajství. Senzacechtivé nadpisy a grafické ilustrace pouze doplňují přesné a pravdivé informace. V 19. století se objevuje tzv. yellow press. Název je odvozen od kresleného seriálu The Yellow Kid novin New York (Sunday) World. Tisk se vyznačuje velkými poplašnými titulky, přemírou obrázků, novinářskými podvody, barevnými komiksy a důrazem na emoce.

### České země
V meziválečném období vycházely bulvární deníky Expres, Polední list, Večerní list, Nedělní Tisk, Pondělní list (z koncernu Jiřího Stříbrného), dále Telegraf a České slovo (Melantrich). Vydavatelská kontinuita byla přerušena v době nacistické okupace za Protektorátu (za 2. světové války) a dále také po roce 1948 v době komunistické totality. K obnovení vydávání bulvárního tisku došlo na počátku 90. let 20. století po Sametové revoluci.
V roce 1990 byl založen politický bulvár Špígl, který zanikl zřejmě v roce 2002. V roce 1992 vznikl Blesk, který měl problémy s prodejem. Změnu přinesl nový majitel se svými technologiemi a znalostmi – Ringier. Své místo na trhu také měl deník Expres, který koupil Blesk a deník Super (2001–2002), krátce také Deník Impuls (2003). Poměrně nově vzniklý deník PrahaIN (2017).

## Vlastnosti
Bulvární noviny obsahují velké titulky a obrázky, zkrácené články, jazyk může být vulgární, výrazně pracuje s emotivními slabikami a výkřiky, jednoduchou větnou skladbou, omezeným slovníkem. Finančně žije z inzerce velkých řetězců a statisícových nákladů.
Bulvár pracuje ve zpravodajství s aktualitou, jejíž význam postupem času klesá. Zprostředkovává pudové emoce (sex, násilí), namísto informací. Pohybuje se na hranici nebo za hranicí etických pravidel. Zaměstnává fotografy paparazzi.
Pro nákladnost modelu „paparazzi“ český bulvár zprávy raději falšuje, finguje nebo konstruuje společně s jejich celebritami. Zjevně také existuje napojení a křížová propagace mezi masovými televizemi a bulvárem v oblasti televizních soutěží, seriálů.

## Přínosy
Mezi přínosy, které Karel Hvížďala připisuje zahraničnímu bulváru a které pro český trh platí jen částečně nebo vůbec, patří:
- zprostředkování politického dění nejširším vrstvám
- bezplatná sociálně-právní poradna
- podpora a motivace čtenářů prostřednictvím celebrit
- emoční ventil (kanalizace neukojených tužeb po krvi a sexu)
- kvalitní sportovní rubrika o masových sportech tvořící i značnou část obsahu

Zahraniční bulvár je také více orientován na nadsázku a humor, český na negativní emoce (vztahy, choroby a peníze).

## Příklady
Bulvár v českém denním tisku tvoří dva deníky Blesk a Aha!. Dříve také Šíp (2005–2016), Super (2001–2002), Impuls (2003–2003). Lze sem zařadit také tzv. společenské časopisy Rytmus života či Pestrý svět a časopisy pro teenagery Popcorn nebo Top Dívky. Dříve rovněž Bravo. Mezi internetové bulvární deníky patří např. Super.cz, Extra.cz, Blesk.cz, Expres.cz nebo ShowBiz.cz. Příkladem zahraničního bulváru jsou např. rakouský Kronen-Zeitung, německý Bild nebo britský The Sun.